# Betegh-kúria
Az aranyosgyéresi Betegh-kúria műemlék épület Romániában, Kolozs megyében. A romániai műemlékek jegyzékében a CJ-II-m-B-07557 sorszámon szerepel.